# شهرستان لگیونووو
شهرستان لگیونووو (به لهستانی: Powiat Legionowo) یک شهرستان در لهستان است که در استان ماسوویان واقع شده‌است. شهرستان لگیونووو ۳۸۹٫۸۶ کیلومتر مربع مساحت و ۹۶٬۴۹۷ نفر جمعیت دارد.